# Лазарев Олександр Захарович
Олександр Захарович Ла́зарев (3 (15) липня 1870, Миргород — 30 листопада 1951, Київ) — український радянський педіатр. Заслужений діяч науки УРСР.

## Біографія
Народився 3 (15 липня) 1870 року в Миргороді. В 1893 році закінчив медичний факультет Київського університету. З 1921 року — професор Київського клінічного інституту (з 1930 року — Київський інститут удосконалення лікарів), вважається одним з його батьків-засновників, у 1941—1944 роках — професор Томського медичного інституту.
Праці Лазарєва присвячені вивченню туберкульозу та нервових захворювань у дітей, дитячих інфекцій тощо. Автор монографії «Семіотика і діагностика дитячих хвороб».

Могила Олександра Лазарєва

Помер 30 листопада 1951 року в Києві. Похований на Лук'янівському цвинтарі.